# Joseph Hannet
Joseph Hannet (Dongelberg, 1923. augusztus 29. – Auderghem, 1971. október 17.) belga nemzetközi labdarúgó-játékvezető. Polgári foglalkozása önkormányzati dolgozó.

## Pályafutása

### Nemzeti játékvezetés
A játékvezetésből 1952-ben vizsgázott, 1959-től lett a Jupiler League játékvezetője. Az aktív nemzeti játékvezetéstől váratlan halálával búcsúzott.

#### Nemzeti kupamérkőzések
Vezetett Kupa-döntők száma: 1.

##### Belga labdarúgókupa
| Időpont         | Helyszín                 | Mérkőzés típusa | Mérkőzés                          | Eredmény | Nézők száma |
| --------------- | ------------------------ | --------------- | --------------------------------- | -------- | ----------- |
| 1971. május 16. | Heizel Stadion, Brüsszel | döntő           | Beerschot VAV–K Sint-Truidense VV | 2 : 1    | 37 715      |

### Nemzetközi játékvezetés
A Belga labdarúgó-szövetség Játékvezető Bizottsága (JB) terjesztette fel nemzetközi játékvezetőnek, a Nemzetközi Labdarúgó-szövetség (FIFA) 1961-től tartotta nyilván bírói keretében. A FIFA JB központi nyelvei közül a franciát beszélte. Több nemzetek közötti válogatott és klubmérkőzést vezetett, vagy működő társának partbíróként segített. A belga nemzetközi játékvezetők rangsorában, a világbajnokság-Európa-bajnokság sorrendjében többedmagával a 25. helyet foglalja el 2 találkozó szolgálatával. Az aktív nemzetközi játékvezetéstől váratlan halálával búcsúzott. Válogatott mérkőzéseinek száma: 12.

#### Labdarúgó-világbajnokság
A világbajnoki döntőhöz vezető úton Angliába a VIII., az 1966-os labdarúgó-világbajnokságra a FIFA JB bíróként alkalmazta.

##### 1966-os labdarúgó-világbajnokság

###### Selejtező mérkőzés
| Időpont           | Helyszín                      | Mérkőzés típusa           | Mérkőzés          | Eredmény | Nézők száma |
| ----------------- | ----------------------------- | ------------------------- | ----------------- | -------- | ----------- |
| 1964. október 21. | Hampden Park Stadion, Glasgow | előselejtező (8. csoport) | Skócia–Finnország | 3 : 1    | 54 442      |

#### Labdarúgó-Európa-bajnokság
Az európai-labdarúgó torna döntőjéhez vezető úton Olaszországba a III., az 1968-as labdarúgó-Európa-bajnokságra az UEFA JB játékvezetőként foglalkoztatta.

##### 1968-as labdarúgó-Európa-bajnokság

###### Selejtező mérkőzés
| Időpont         | Helyszín                         | Mérkőzés típusa           | Mérkőzés  | Eredmény | Nézők száma |
| --------------- | -------------------------------- | ------------------------- | --------- | -------- | ----------- |
| 1967. június 4. | Idrætsparken Stadion, Koppenhága | előselejtező (5. csoport) | Dánia–NDK | 1 : 1    | 23 700      |

#### Nemzetközi kupamérkőzések
Vezetett Kupa-döntők száma: 1.

##### Bajnokcsapatok Európa-kupája
| Időpont            | Helyszín                   | Mérkőzés típusa                         | Mérkőzés                              | Eredmény |
| ------------------ | -------------------------- | --------------------------------------- | ------------------------------------- | -------- |
| 1965. november 10. | Üllői úti Stadion Budapest | nyolcaddöntő (1. forduló,- 1. mérkőzés) | Ferencvárosi TC–PAE Panathinaikósz AÓ | 0 : 0    |

##### Vásárvárosok kupája
A tornasorozat 19. döntőjének – 3. belga – bírója.
| Időpont         | Helyszín                          | Mérkőzés típusa     | Mérkőzés                          | Eredmény | Nézők száma |
| --------------- | --------------------------------- | ------------------- | --------------------------------- | -------- | ----------- |
| 1969. május 29. | St James' Park Stadion, Newcastle | döntő első mérkőzés | Newcastle United FC–Újpesti Dózsa | 3 : 0    | 60 000      |

## Külső hivatkozások
- Joseph Hannet. World Referee. [2012. október 11-i dátummal az eredetiből archiválva]. (Hozzáférés: 2012. december 10.)
- Joseph Hannet. footballzz.com. (Hozzáférés: 2012. december 10.)
- Joseph Hannet. footballdatabase.eu. (Hozzáférés: 2012. december 10.)
- Joseph Hannet. scoreshelf.com. [2016. március 10-i dátummal az eredetiből archiválva]. (Hozzáférés: 2012. december 10.)
- Joseph Hannet. eu-football.info. (Hozzáférés: 2012. december 10.)

| Elődje: Vital Loraux | Kupadöntő 1970–1971 | Utódja: Vital Loraux |